# الشوكة السوداء (مسلسل)
الشوكة السوداء - درب الأحرار هو مسلسل درامي، اجتماعي، سياسي، وتشويق، من إنتاج المركز العربي للإنتاج الإعلامي - الأردن، المنتج عدنان العوامله، المنتج التنفيذي طلال العوامله، إخراج محمد عزيزية، كتابة بشير هواري، بطولة عبد الهادي الصباغ، هالة شوكت، ليلى جبرو، واخرون.
يمثل المسلسل ملحمة روائية ضخمة، على درجة عالية من الدراما المشوقة، تمثل ريف بلاد الشام ابان حكم الأتراك للمنطقة وللعالم العربي. كانت تلك الفترة فترة الاقطاعيين الظالمين والفلاحين المظلومين، ما أدى إلى تمردهم وخروجهم عن خوفهم يقودهم شاب من شبابها المخلصين يسعون إلى تحصيل حقوقهم.

## قصة المسلسل
تتمحور المعالجة الدرامية حول رحلة القانعين بأن الحياة الكريمة في أرضهم، هذا شعار حمله أولئك الطيبون الثائرون في الحق، فكانت لحظة غضب أفرزت الكثير من التغيرات والتحولات الاجتماعية ومنحتهم خلاصا طالما تاقوا اليه.
و في تلخيص لقصة المسلسل أنه من شدة الظلم بدأ أهل القرية بالتمرد على جشع الاقطاعيين وبطشهم، يقودهم شاب مخلص للأرض والوطن، يدخلون بمواجهات عديدة تصل في نهاية المطاف إلى فضح التآمر الذي يقوم به مجموعة من الغرباء تعمل لصالح الاقطاعيين، الأمر الذي يؤدي إلى فتح باب واسع باتجاه تحصيل الحقوق، والحفاظ على أرض وممتلكات الفلاحين.

## بطولة
عبد الهادي الصباغ، هالة شوكت، ليلى جبرو، نجاح سفكوني.